# Аппенцелль (город)
А́ппенцелль (нем. Appenzell) — населённый пункт в Швейцарии, административный центр кантона (полукантона) Аппенцелль-Иннерроден. Расположен в округах (политических общинах) Аппенцелль и Швенде-Рюте.
Население составляет 5600 человек (на 2006 год).

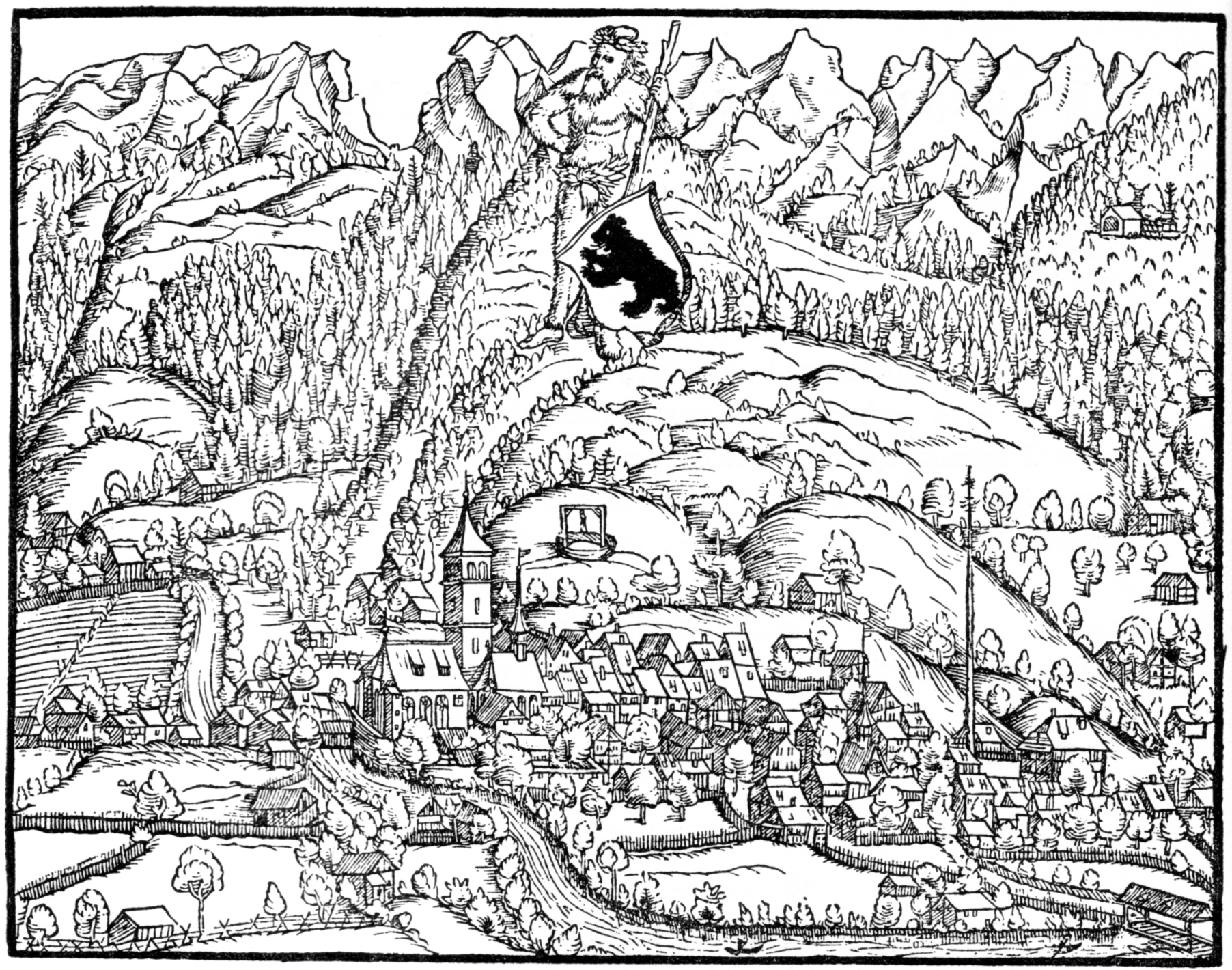
Аппенцелль в хронике Йохана Штумпфа (Johannes Stumpf), 1548

Знаменит своими орнаментированными домами.
Долгое время Аппенцель был разделён между 3 округами — Аппенцелль, Рюте и Швенде.
1 мая 2022 года Рюте и Швенде были объединены в новый округ Швенде-Рюте.